# Денница (Шуменская область)
Денница (болг. Денница) — село в Болгарии. Находится в Шуменской области, входит в общину Венец. Население составляет 117 человек.

## Политическая ситуация
В местном кметстве кмет (староста) Хюсеин Хасан Юмер по результатам выборов.
Кмет (мэр) общины Венец — Нехрибан Османова Ахмедова (движение «За права и свободы» (ДПС)) по результатам выборов.